# Тамворт
Тамворт (енгл. Tamworth) је град у Уједињеном Краљевству у Енглеској. Према процени из 2007. у граду је живело 75.217 становника.

## Становништво
Према процени, у граду је 2008. живело 75.217 становника.
| 1981.  | 1991.  | 2001.  |
| ------ | ------ | ------ |
| 63.260 | 68.440 | 71.650 |

## Партнерски градови
- Vaujours